# Megasema stupenda
Megasema stupenda là một loài bướm đêm trong họ Noctuidae.